# Llista de primers ministres de Saint Lucia

Blasó de Santa Lúcia.

El primer ministre és el cap de govern de Saint Lucia. Entre seves tasques figura nomenar als altres ministres del govern.

## Caps de govern de Saint Lucia abans de la independència (1960-1979)
- George Charles - 1 de gener de 1960 - abril de 1964
- Sir John George Melvin Compton - abril de 1964 - març de 1967
- Sir John George Melvin Compton - març de 1967 - 22 de febrer de 1979

## Primers ministres des de1979
| #                        | Nom (Naixement-Mort)                                   | Imatge | Mandat                 | Mandat                 | Partit | Partit                   | Referències |
| ------------------------ | ------------------------------------------------------ | ------ | ---------------------- | ---------------------- | ------ | ------------------------ | ----------- |
| 1                        | John George Melvin Compton (1925–2007) (1a vegada)     |        | 22 de febrer de 1979   | 2 de juliol de 1979    |        | United Workers Party     |             |
| 2                        | Allan Louisy (1916–2011)                               |        | 2 de juliol de 1979    | 4 de maig de 1981      |        | Saint Lucia Labour Party |             |
| 3                        | Winston Cenac (1925–2004)                              |        | 4 de maig de 1981      | 17 de gener de 1982    |        | Saint Lucia Labour Party |             |
| - primer ministre interí | Michael Pilgrim (1947–)                                |        | 17 de gener de 1982    | 3 de maig de 1982      |        | Progressive Labour Party | [ 1 ]       |
| (1)                      | John George Melvin Compton (1925–2007) (2a vegada)     |        | 3 de maig de 1982      | 2 d'abril de 1996      |        | United Workers Party     |             |
| 4                        | Vaughan Lewis (1940–)                                  |        | 2 d'abril de 1996      | 24 de maig de 1997     |        | United Workers Party     |             |
| 5                        | Kenny Anthony (1951–) (1a vegada)                      |        | 24 de maig de 1997     | 11 de desembre de 2006 |        | Saint Lucia Labour Party |             |
| (1)                      | Sir John George Melvin Compton (1925–2007) (3a vegada) |        | 11 de desembre de 2006 | 7 de setembre de 2007  |        | United Workers Party     |             |
| 6                        | Stephenson King (1958–)                                |        | 7 de setembre de 2007  | 30 de novembre de 2011 |        | United Workers Party     |             |
| (5)                      | Kenny Anthony (1951–) (2a vegada)                      |        | 30 de novembre de 2011 | 7 de juny de 2016      |        | Saint Lucia Labour Party |             |
| 7                        | Allen Chastanet (1960–)                                |        | 7 de juny de 2016      | actualitat             |        | United Workers Party     | [ 2 ]       |